# François Henri Allain-Targé
François Henri Allain-Targé, né le 9 août 1798 à Saumur (Maine-et-Loire) et mort le 23 juin 1884 à Angrie (Maine-et-Loire), était un magistrat et homme politique français. 

## Biographie
Fils de René-François Allain, président de chambre à la Cour d'appel d'Angers, et de Marguerite-Jeanne-Henriette Gigault de Targé, il est magistrat à Angers puis avocat général après 1830. À la suite de la mort le 8 mai 1837 de Félix Bodin, député de Maine-et-Loire, il se présente à l'élection partielle au sixième collège électoral de Maine-et-Loire, à Doué-la-Fontaine. Il y est élu au troisième tour en temps de Doctrinaires centre-droit. Lors des élections législatives de novembre 1837, il est battu.
Il poursuit sa carrière dans la magistrature, et devient procureur général à Riom puis à Poitiers. Après la Révolution de 1848, il se retire de la magistrature et devient conseiller général. Il meurt en juin 1884 dans sa propriété d'Angrie.
Il est le père de François Allain-Targé, né le 17 mai 1832, qui deviendra lui aussi un magistrat et homme politique, et du préfet René Allain-Targé.

## Distinctions
- Chevalier de la Légion d'honneur